# Kjotski stolp
Kjotski stolp (京都タワー, Kyōto-tawā) je razgledni stolp v Kjotu na Japonskem. Jekleni stolp je najvišja stavba v Kjotu z razgledno ploščadjo na 100 m in konico na 131 m. 800-tonski stolp stoji na vrhu 9-nadstropne stavbe, v kateri je hotel s tremi zvezdicami in več trgovin. Celoten kompleks stoji nasproti glavne železniške in avtobusne postaje Kjoto.

## Zgodovina
Kjotski stolp je bil predlagan v zgodnjih 1960-ih, načrtovano pa je bilo, da bo zgrajen in dokončan pravočasno, da bo ustrezal poletnim olimpijskim igram leta 1964 v Tokiu. Gradnja se je začela leta 1963 na nekdanji lokaciji glavne pošte v Kjotu in je bila dokončana proti koncu leta 1964. Za razliko od mnogih drugih stolpov (kot je Tokijski stolp), ki so zgrajeni s kovinskimi rešetkastimi okvirji, je notranja struktura Kjotskega stolpa sestavljena iz številnih jeklenih obročev, naloženih drug na drugega. Struktura je bila nato prekrita z lahkimi jeklenimi pločevinami debeline 12–22 mm. Plošče so bile nato zvarjene skupaj in pobarvane z belo. Načrtovani splošni učinek je bil, da stolp spominja na japonsko svečo.
Kjotski stolp, ki ga je zasnoval modernistični arhitekt Mamoru Jamada s strokovnim nasvetovanjem Makota Tanahašija, doktorja inženiringa na kjotski univerzi, je bil zgrajen tako, da vzdrži sile potresov in tajfunov. Vodja poslovnega oddelka stolpa Cujoši Tamura trdi, da lahko zdrži vetrove do 201 mph (90 m/s) in preživi potres veliko večje magnitude kot sta bila potresa v Kobeju ali Tokiu.
Stolp je bil prvič odprt za javnost 28. decembra 1964. V prvem letu odprtja je razgledno ploščad stolpa obiskalo 1 milijon ljudi. Skozi leta se je privlačnost stolpa kot turistične atrakcije zmanjšala. Do leta 1999 je prodaja vstopnic za razgledne ploščadi padla na manj kot 400.000 na leto ali približno 1100 na dan.

### Polemika
Kjotski stolp je bil predmet polemike, že odkar je bil v fazi načrtovanja. Nasprotovanje javnosti ni izhajalo samo iz cene stolpa 380 milijonov ¥ (1056 milijonov $ leta 1963), ampak tudi iz dejstva, da so mnogi verjeli, da je igličasti zvonik preveč sodoben, če gledamo na starodavno prestolnico. Gradbeni predpisi v Kjotu, ki omejujejo največjo višino stavbe, povečujejo občutek sorazmernosti med stolpom in nizkimi stanovanjskimi bloki mačija ter armiranobetonskimi bloki pod njim. Ti občinski predpisi so zagotovili, da stolp ohrani status najvišje umetne stavbe v mestu od svoje izgradnje.
Danes odziv na Kjotski stolp ostaja deljen. Sodobna postaja Kjoto iz stekla in jekla ter mogočni jekleni stolp neposredno čez cesto so v nasprotju s predstavami o Kjotu kot tradicionalnem mestu. Japonolog Alex Kerr je stolp poimenoval »kol skozi srce« Kjota. Medtem ko nekateri ne odobravajo stolpa, so številni domačini pozdravili postajo in stolp, saj verjamejo, da bosta mestu dodala pridih modernosti in zagotovila, da ne bo postalo tuje preostali novi Japonski. 

## Lastnosti
Kjotski stolp je razdeljen na dve različni strukturi. Primarna struktura je jekleni zvonik, ki se začne na strehi spodnje stavbe. Turisti lahko kupijo vstopnice in se povzpnejo z enim od devetih dvigal v stolpu, da obiščejo 100 metrov visoko razgledno ploščad, ki sprejme 500 oseb. To območje je obdano z igralnimi napravami in brezplačnimi teleskopi ter ponuja 360-stopinjski pogled na mesto. Od tod je mogoče videti skoraj ves Kjoto. Gore Higašijama in Arašijama so vidne na vzhodni oziroma zahodni strani, medtem ko je Kitajama vidna na severu. Na jasen dan so nekatere stavbe v Osaki vidne proti jugu.
Druga struktura, ki popolnoma podpira 800-tonski stolp in mu daje prvih 30,8 metra višine, je devetnadstropna stavba. V prvih štirih nadstropjih stavbe je več komercialnih površin, vključno s trgovino s spominki, trgovino za 100 jenov, knjigarno in zobozdravniško ordinacijo. V kletnih prostorih objekta je center dobrega počutja. Nadstropja 5-9 so namenjena hotelu Kyoto Tower s 160 sobami in tremi zvezdicami. Na vrhu stavbe in okoli stolpa je okrogla trinadstropna restavracija z imenom Sky Lounge "空" ＫＵＵ.
Dodane so bile prilagoditve, kot so dvigalo po stopnicah in rampe, da bi bila razgledna ploščad dostopna invalidom na vozičku.

## Galerija
- Nočna scena Kjotskega stolpa
- Kjotski stolp osvetljen ponoči: posneto 28. februarja 2020
- Kjotski stolp odseva na steklu postaje Kjoto
- Razgledna ploščad z osebjem, ki čisti okna
- Kjotski stolp dobro osvetljen ponoči 24. decembra 2016.